# Blake Edwards
Blake Edwards (26. července 1922 Tulsa, Oklahoma – 15. prosince 2010 Santa Monica, Kalifornie), rodným jménem William Blake Crump, byl americký herec, scenárista, režisér a producent, manžel herečky a zpěvačky Julie Andrewsové a nevlastní vnuk režiséra J. Gordona Edwardse.
Pocházel z umělecké rodiny, jeho otec byl divadelní režisér, nevlastní děd pak režisér z období počátků kinematografie v éře němého filmu.
Je známý jako autor a režisér série osmi filmů o Růžovém panterovi.
V roce 2004 obdržel cenu Americké akademie filmových umění a věd Oscar za celoživotní dílo.
Zemřel 15. prosince 2010 na komplikace způsobené zápalem plic.

## Filmografie (výběr)
- 1961 Snídaně u Tiffanyho
- 1962 Dny vína a růží
- 1963 Růžový panter
- 1968 Večírek
- 1975 Návrat Růžového pantera
- 1976 Růžový panter znovu zasahuje
- 1978 Pomsta Růžového pantera
- 1982 Stopa Růžového pantera
- 1982 Viktor, Viktorie
- 1983 Kletba Růžového pantera